# Agrotis tricolor
Agrotis tricolor là một loài bướm đêm trong họ Noctuidae.